# NGC 5909
NGC 5909 is een spiraalvormig sterrenstelsel in het sterrenbeeld Kleine Beer. Het hemelobject werd op 12 december 1797 ontdekt door de Duits-Britse astronoom William Herschel. NGC 5909 vormt samen met NGC 5912 een dubbelstelsel. Beide stelsels bevinden zich in de rechthoek gevormd door de sterren β UMi (Kochab), γ UMi (Pherkad), ζ Umi, en η UMi.

## Synoniemen
- UGC 9778
- MCG 13-11-10
- ZWG 354.21
- KCPG 460A
- NPM1G +75.0113
- PGC 54223